# Каньяно
Каньяно (фр. Cagnano, корс. Cagnanu) — коммуна во Франции, находится в регионе Корсика. Департамент коммуны — Верхняя Корсика. Входит в состав кантона Кап-Корс. Округ коммуны — Бастия.
Код INSEE коммуны — 2B046.

## Население
Население коммуны на 2008 год составляло 196 человек.
| 1962 | 1968 | 1975 | 1982 | 1990 | 1999 | 2008 |
| ---- | ---- | ---- | ---- | ---- | ---- | ---- |
| 237  | 245  | 239  | 183  | 156  | 179  | 196  |

## Экономика
В 2007 году среди 102 человек в трудоспособном возрасте (15—64 лет) 63 были экономически активными, 39 — неактивными (показатель активности — 61,8 %, в 1999 году было 62,5 %). Из 63 активных работал 51 человек (29 мужчин и 22 женщины), безработных было 12 (4 мужчины и 8 женщин). Среди 39 неактивных 5 человек были учениками или студентами, 18 — пенсионерами, 16 были неактивными по другим причинам.

## Фотогалерея

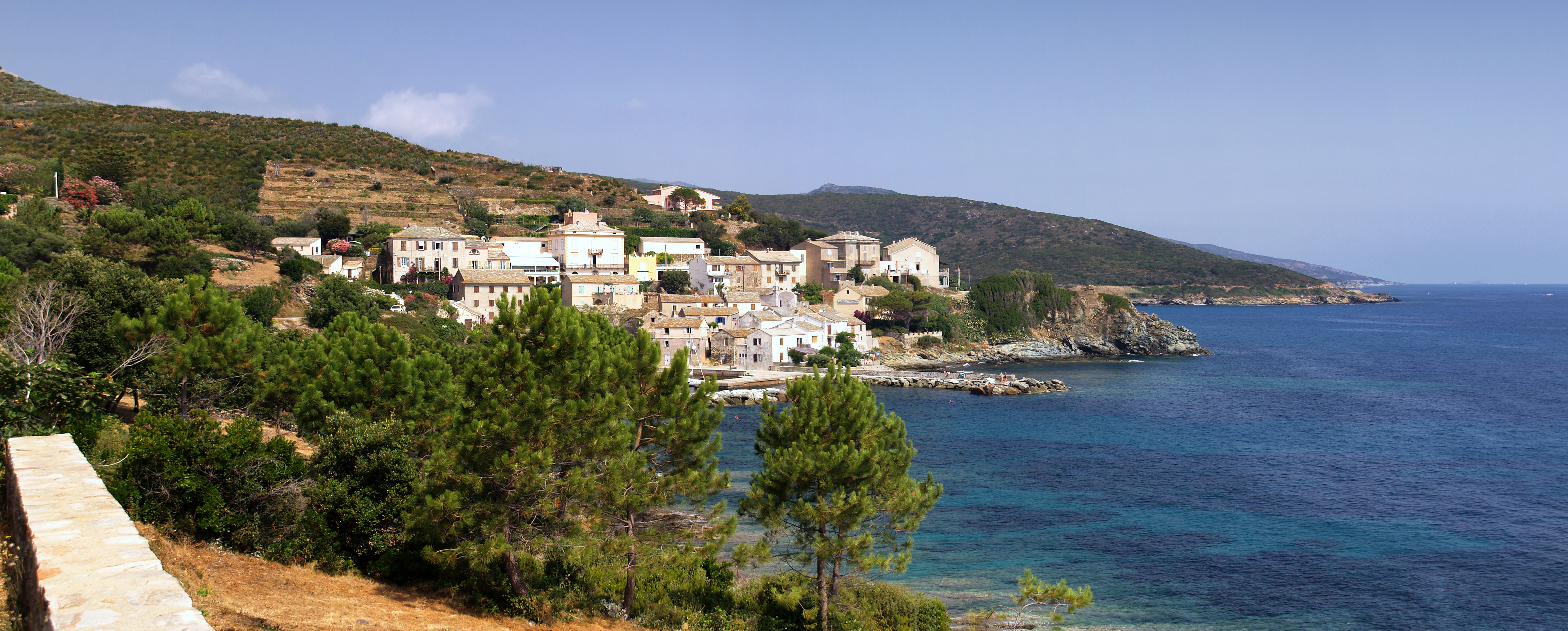
Каньяно
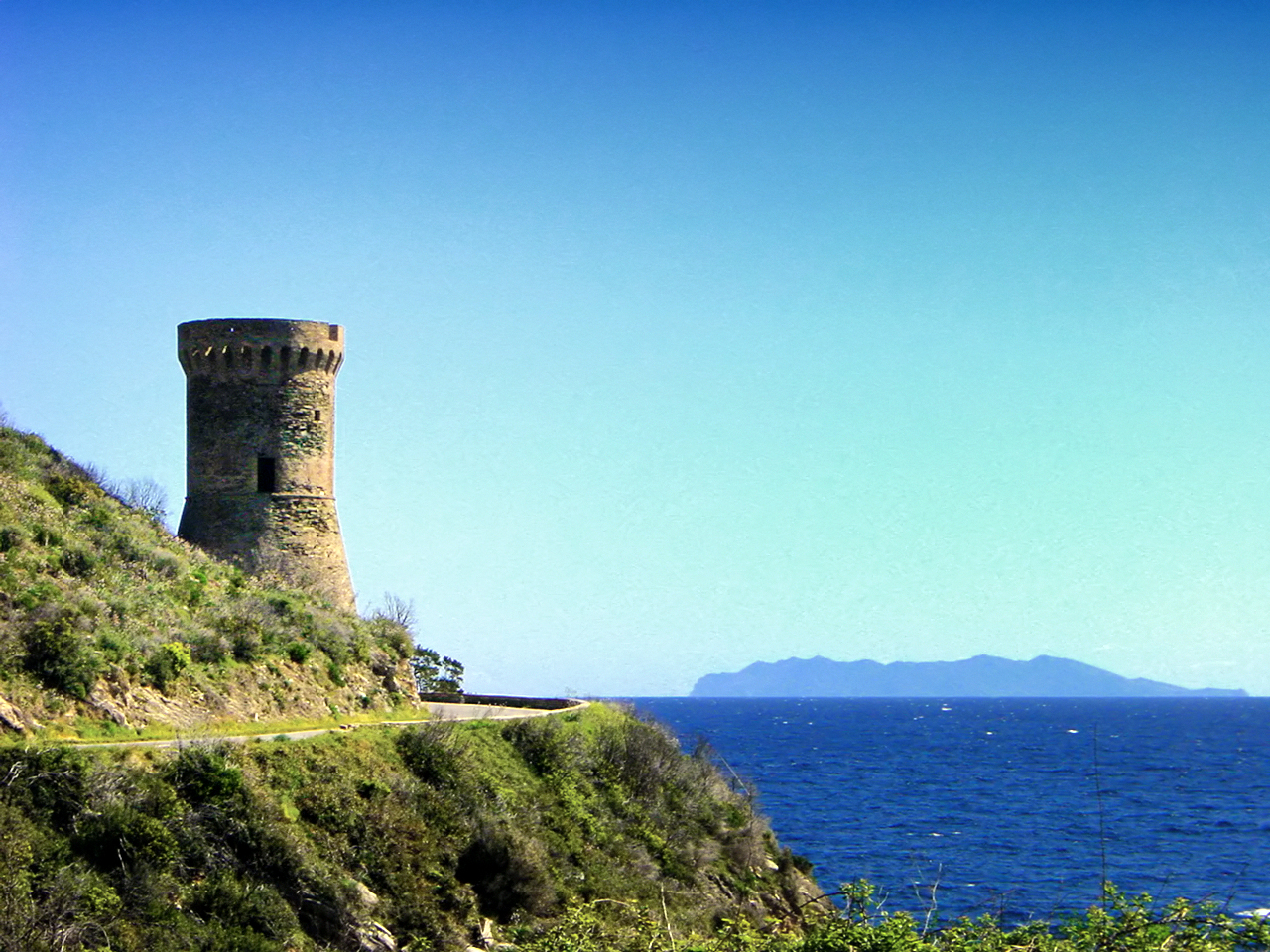
Башня Osse
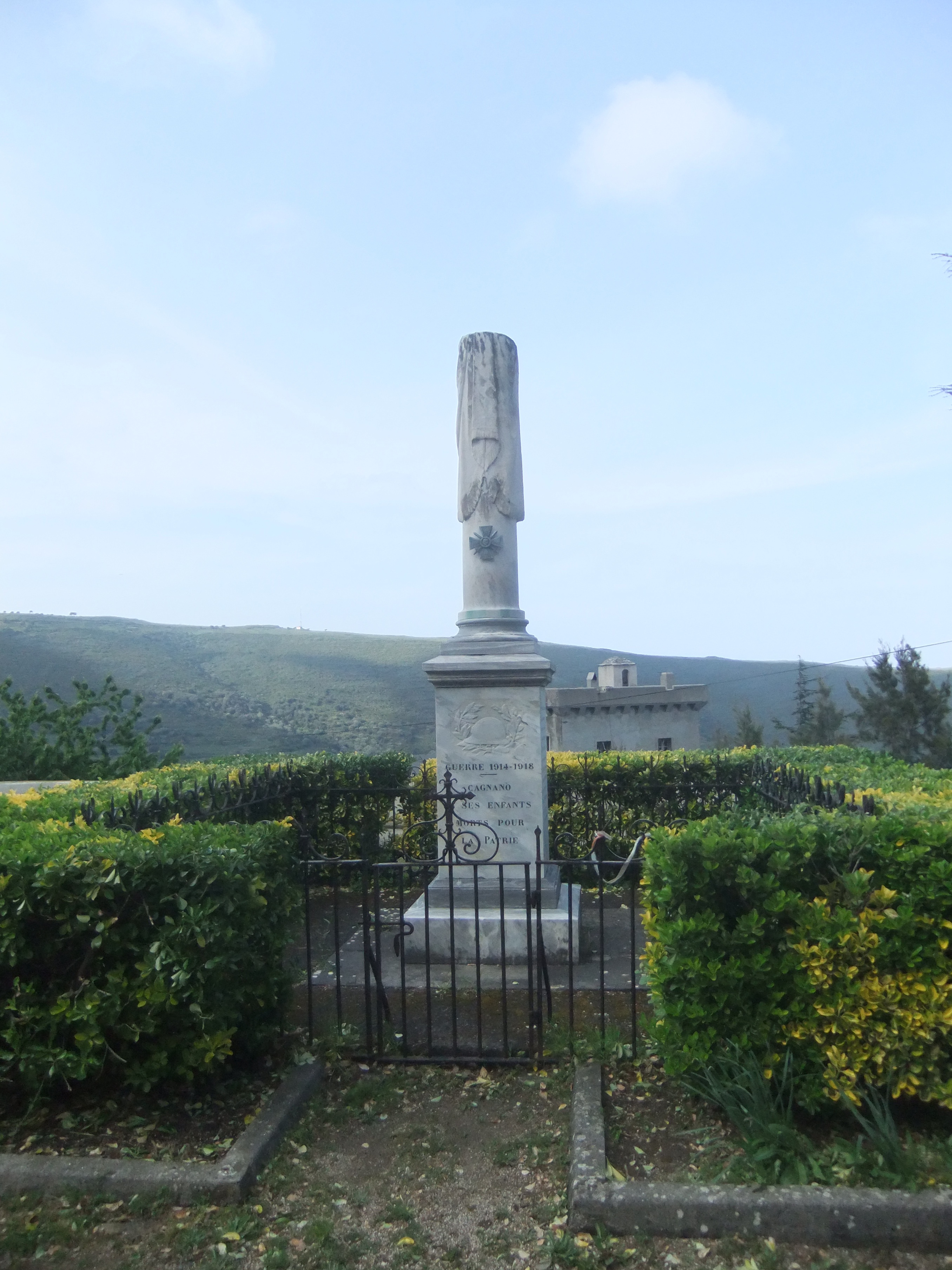
Военный мемориал